# 유 턴 (1997년 영화)
《유 턴》(영어: U Turn)은 미국에서 제작된 올리버 스톤 감독의 1997년 네오누아르 범죄 스릴러 영화이다. 숀 펜, 빌리 밥 손턴, 제니퍼 로페즈, 닉 놀티, 파워스 부스, 클레어 데인스, 호아킨 피닉스, 존 보이트 등이 출연하였고, 댄 홀스테드 등이 제작에 참여하였다.

## 줄거리
폭력단의 빚 상환 독촉에 시달리던 삼류 범죄자 보비는 포드 머스탱이 고장으로 멈춰서면서 애리조나주 슈피리어에 머물게 된다. 이곳에서 보비는 의붓 부녀 관계이면서 부부인 제이크와 그레이스를 알게 된다. 이들 부부는 각자 따로 보비에게 접근해 사례금을 약속하며 상대 배우자를 죽여달라고 의뢰한다.

## 출연
- 숀 펜 - 보비 쿠퍼 역
- 제니퍼 로페즈 - 그레이스 매케나 역
- 닉 놀티 - 제이크 매케나 역
- 파워스 부스 - 버질 포터 보안관 역
- 클레어 데인스 - 제니 역
- 호아킨 피닉스 - 토비 N. "TNT" 터커 역
- 존 보이트 - 장님 원주민 역
- 빌리 밥 손턴 - 대럴 역
- 에이브러햄 벤루비 - 모터사이클 운전자 1 역
- 숀 스톤 - 식료품점의 소년 역
- 일랴 볼로흐 - 세르게이 역
- 브렌트 브리스코 - 에드 역
- 보 홉킨스 - 보이드 역
- 줄리 해거티 - 플로 역
- 리브 타일러 - 버스 정류장의 여자애 역 (카메오 출연)
- 로리 멧캐프 - 버스 정류장의 매표원 역

## 기타 제작진
- 공동 제작: 리처드 루타우스키
- 협력 제작: 윌리엄 H. 브라운
- 배역: 메리 버뉴
- 미술: 빅터 켐프스터
- 의상: 베어트릭스 어루너 퍼스토르
- 음악 감독: 버드 카